# At the Gates (EP)
At the Gates drugi je EP mađarskog power metal sastava Wisdom. EP je 23. prosinca 2007. godine objavila diskografska kuća Nail Records.

## Popis pjesama
| 1.   | »Prelude to the Gates« | 1:36 |
| 2.   | »At the Gates«         | 3:35 |
| 3.   | »All Alone«            | 2:50 |
| 8:01 |                        |      |

## Zasluge
Wisdom
- Máté Molnár — bas-gitara
- Zsolt "Dime" Galambos — gitara
- Gábor Kovács — gitara, glazba
- Péter Kern — bubnjevi
- István Nachladal — vokali

Dodatni glazbenici
- Zoltán Kiss — vokali

Ostalo osoblje
- Gábor Kovács — miksanje, mastering
- Péter Sallai — omot albuma